# Ernst (Gemeinde Kottes-Purk)
Ernst ist eine Ortschaft und eine Katastralgemeinde der Gemeinde Kottes-Purk im Bezirk Zwettl in Niederösterreich mit 2 Einwohnern (Stand 1. Jänner 2025).

## Geografie
Die Ortslage westlich von Felles und nördlich von Singenreith befindet sich im Ernstgraben, der vom Kroisbach durchflossen wird. Die Landesstraße L7186 verbindet Felles mit Singenreith und überwindet den Kroisbach bei Ernst.
Am 1. April 2020 umfasste die Ortschaft 2 Adressen.

## Geschichte
Der Ort wird spätestens 1302 zum ersten Mal schriftlich erwähnt.
Im Eintrag der Josephinischen Fassion aus Jahre 1786/87 gab es im heutigen Ort 3 Häuser.
Im Jahr 1822 wurde der Ort als Dorf mit vier Häusern genannt, das nach Kottes eingepfarrt war, wohin auch die Kinder eingeschult wurden. Die Herrschaft Prandhof besaß die Ortsobrigkeit, besorgte die Konskription und übte die Landgerichtsbarkeit. Die Untertanen und Grundholde des Ortes gehörten der Herrschaft Prandhof.
Nach der Entstehung der Ortsgemeinden 1849 wurde der Ort eine Katastralgemeinde der Ortsgemeinde Reichpolds.
Laut Adressbuch von Österreich war im Jahr 1938 im Weiler Ernst ein Landwirt mit Direktvertrieb ansässig.
Im Zuge der Niederösterreichischen Kommunalstrukturverbesserung wurde der Ort durch die Auflösung der Gemeinde Reichpolds am 1. Januar 1967 ein Teil der Gemeinde Kottes-Purk.

## Siedlungsentwicklung
Zum Jahreswechsel 1979/1980 befanden sich in der Katastralgemeinde Ernst insgesamt 3 Bauflächen mit 2.525 m², 1989/1990 gab es 3 Bauflächen. 1999/2000 war die Zahl der Bauflächen auf 13 angewachsen und 2009/2010 bestanden 8 Gebäude auf 12 Bauflächen.

## Bodennutzung
Die Katastralgemeinde ist landwirtschaftlich geprägt. 42 Hektar wurden zum Jahreswechsel 1979/1980 landwirtschaftlich genutzt und 16 Hektar waren forstwirtschaftlich geführte Waldflächen. 1999/2000 wurde auf 40 Hektar Landwirtschaft betrieben und 18 Hektar waren als forstwirtschaftlich genutzte Flächen ausgewiesen. Ende 2018 waren 39 Hektar als landwirtschaftliche Flächen genutzt und Forstwirtschaft wurde auf 18 Hektar betrieben. Die durchschnittliche Bodenklimazahl von Ernst beträgt 21,9 (Stand 2010).

## Freizeit & Tourismus
Durch Ernst verläuft der Nord-Süd-Weitwanderweg, dieser ist Teil des Europäischen Fernwanderwegs E6.